# Fritz Beckmann (Unternehmer)
Fritz Beckmann (* 10. August 1850 in Solingen; † 25. Juli 1918) war ein deutscher Kaufmann und Präsident der Handelskammer Solingen.

## Leben und Wirken
Fritz Beckmann und sein Bruder, der Chemiker Ernst Beckmann, waren Söhne des Johann Friedrich Wilhelm Beckmann (1809–1887), des Gründers einer Schleifmittelfirma. 1875 verheiratete Beckmann Anna Henriette Henckels (1855–1911), durch die Ehe war er Mitinhaber der Firma J. A. Henckels in Solingen (heute Zwilling J. A. Henckels) und Schwager von Alfred Wolters geworden. Beckmann galt seiner Zeit als einer der einflussreichsten Persönlichkeiten Solingens. Sein Sohn Paul Beckmann (1881–1963) trat später auch in die Firma J. A. Henckels ein.
1897 ließ er sich zum Mitglied des Preußischen Abgeordnetenhauses wählen.
Beckmann wurde 1905 zum Präsidenten der Handelskammer Solingen (heute Industrie- und Handelskammer Wuppertal-Solingen-Remscheid) als Nachfolger von Albert Schnitzler gewählt. Dieses Amt übte er bis 1918 aus, ihm folgte Carl Duisberg.

## Auszeichnungen und Ehrungen
- Verdienstkreuz für Kriegsdienste[2]
- Roter Adlerorden IV. Klasse[2]
- Königlich-preuß. Kommerzienrat[3]
- Geheimer Kommerzienrat[4]